# ポスコインターナショナル
株式会社ポスコインターナショナル（英語:POSCO INTERNATIONAL CORPORATION）は、鉄鋼製品とその原料・自動車部品・食糧・繊維・インフラ・エネルギーの販売及び投資を行う大韓民国（韓国）の大手総合商社である。ポスコグループの中核商社。

## 概要
1967年に企業家の金宇中が繊維を製造・販売する会社として大宇實業株式會社（ダイウじつぎょう、대우실업）を大韓民国釜山広域市で設立、国の繊維輸出を牽引し、韓国の経済発展に大きく貢献した。かつて韓国財界2位になる大宇財閥の母胎企業であった。
1997年のアジア通貨危機を経て大宇財閥が破綻し、2000年12月、株式会社大宇の貿易部門を人的分割し大宇インターナショナル（ダイウいんたーなしょなる、대우인터내셔널）として設立した。当時、建設部門は大宇建設として分割。大宇財閥時代からの「DAEWOO」の商標権を所有している為、韓国内外で当ブランドを利用する為にはこの会社とのロイヤルティーの商談が必要。

### 第二の跳躍
2010年に韓国最大鉄鋼会社のポスコへ買収。売却交渉段階ではロッテも買収意向を出した。海外103ヵ所のグローバルネットワークとミャンマー近海のLNGガス採掘権がアピールした。
2016年に株式会社ポスコ大宇に社名を変更した。大宇財閥系の被合併企業が類似パータンで社名を変更した。2010年代までは国内外で大宇のブランドが買収した母企業より認知度が高かった為である。特に中央アジアや旧共産圏諸国など。
2017年にはグループ内業務再編により鉄鋼専門商社であった姉妹のPOSCO P&Sと統合し存続会社になった。同時に厚板を形鋼に加工するPOSCO SPFC、ステンレスを圧延加工するPOSCO AST、モーターを製造するPOSCO TMCまで吸収合併した。後述した加工3社は2021年にPOSCO SPSとして法人を設立し子会社化。合併当時にはマスコミからはポスコグループの販売機能が集約した事で統合ポスコ大宇とも呼ばれた。
2019年、社名を現在の株式会社ポスコインターナショナルに変更。ポスコグループ傘下に入った10年ぶりに社名から大宇が無くなった。
鉄鋼製品に限っては日本のメタルワン、日鉄物産、JFE商事ならびの量を取り扱っている。鉄鋼製品のネット販売にも進出している。
電気自動車用部品及びその素材、責任投資原則ESG債の発行等、低炭素社会への体質改善を進んでいる。

## 沿革
- 1967年 - 創業者金宇中により大宇實業株式會社として創業。
- 1982年 - 大宇開発株式会社と統合後、社名を株式会社大宇へ。
- 2000年 - 株式会社大宇の貿易部門が人的分割で大宇インターナショナルとして設立。
- 2010年 - 韓国鉄鋼大手ポスコへ買収、ポスコ子会社化。
- 2015年 - 仁川広域市の本社ビルが完工、移転
- 2016年 - 社名変更、株式会社ポスコ大宇になる。
- 2017年 - 同じグループの鉄鋼専門商社であったポスコピアンドエス(英:POSCO P&S)を吸収•合併。
- 2019年 - 社名を株式会社ポスコインターナショナルに変更
- 2021年 - 鉄鋼加工事業部門をポスコエスピエス(英:POSCO SPS)として分割、子会社化。
- 2022年 - オーストラリアの石油・ガス会社SENEX ENERGYを買収、子会社化[14]。
- 2023年 - 同じグループの発電事業者であるポスコエネルギー株式会社と合併(予定)[15]

### 日本
- 1978年 - 日本法人設立(2002年に法人解散)
- 2002年 - 大宇ジャパン株式会社を新設[16]。
- 2013年 - 本社を東京都港区赤坂から千代田区丸の内丸の内トラストタワーへ移転[17]。
- 2019年 - POSCO INTERNATIONALジャパン株式会社へ社名変更[18]。
- 2022年 - POSCO JAPAN株式会社から商権を引き受け、本社を千代田区丸の内から東京都中央区のPOSCO東京ビルに移転。

## 主要事業所
- グローバル

　・本店 - 大韓民国ソウル特別市江南区

　・本社 - 大韓民国仁川広域市延寿区
- 日本

　・東京本社 - 東京都中央区銀座5丁目

　・大阪支店 - 大阪府大阪市浪速区奏町

　・名古屋支店 - 愛知県名古屋市西区牛島町